# Parfait Lys
Pour les articles homonymes, voir Lys.
Parfait Honoré Lys est un homme politique français né le 11 mars 1793 à Clarbec (Calvados) et mort le 14 août 1865 à Argentan (Orne).

## Biographie
Avocat, maire de Bernay, il est député de l'Eure en 1834, siégeant dans la majorité soutenant la Monarchie de Juillet.

## Sources
- « Dictionnaire des parlementaires français de 1789 à 1889 (Adolphe Robert, Edgar Bourloton et Gaston Cougny) », sur gallica BNF (consulté le 4 janvier 2014)